# Mosaico con atleti dalle Terme di Caracalla
Il grande mosaico con atleti dalle Terme di Caracalla è un grande pavimento musivo oggi conservato ai Musei vaticani nella Città del Vaticano.

## Storia e descrizione
Nell'800 il nobile vicentino Girolamo Egidio di Velo, appassionato di archeologia, intraprese uno scavo archeologico nelle Terme di Caracalla, che gli consentì di riconoscere gli ambienti del corpo centrale delle terme, scoprendo anche due importanti pavimenti musivi: i mosaici furono oggetto di un contenzioso con lo Stato pontificio, concessionario dello scavo, che si concluse con la cessione dei mosaici in cambio di alcune sculture minori in deposito nei Musei Vaticani, ora esposte nel Museo naturalistico archeologico di Vicenza.
Il grande mosaico delle Terme proviene da una delle due grandi esedre semicircolari dei vasti cortili laterali, dove le tessere policrome disegnavano vari riquadri, alternativamente rettangolari (con figure intere) e quadrati (con busti), incorniciati da un motivo a treccia e dentelli. Non possediamo tutta la superficie, ma i resti sono comunque molto abbondanti.
I soggetti sono atleti vittoriosi e figure di arbitri (togati, con in mano premi o le verghette che simboleggiano il loro ruolo). Gli atleti in particolare sono nudi e tengono in mano gli attributi della loro specialità sportiva (disco, pancrazio, ecc.) o i premi vinti (palme, corone, ecc.). Talora sopra la testa dei personaggi è scritto il nome.
Le figure atletiche sono rappresentate in modo realistico, evidenziando la poderosa muscolatura, anche le teste sono veri ritratti, resi con efficaci tratti fisiognomici, con tratti angolosi e brutali, gli occhi grandi, l'espressività intensa. Le capigliature sono rasate o a ciuffo.
I colori più usati sono prevalentemente di tonalità bruna o bruno-rossastra, con contrasti violenti che sottolineano l'espressività delle figure. 
Questa scuola di mosaicisti fu attiva a Roma tra il 210 e il 230 e produsse anche i mosaici rinvenuti presso Porta Maggiore con soggetti simili.